# کو (ایزد)

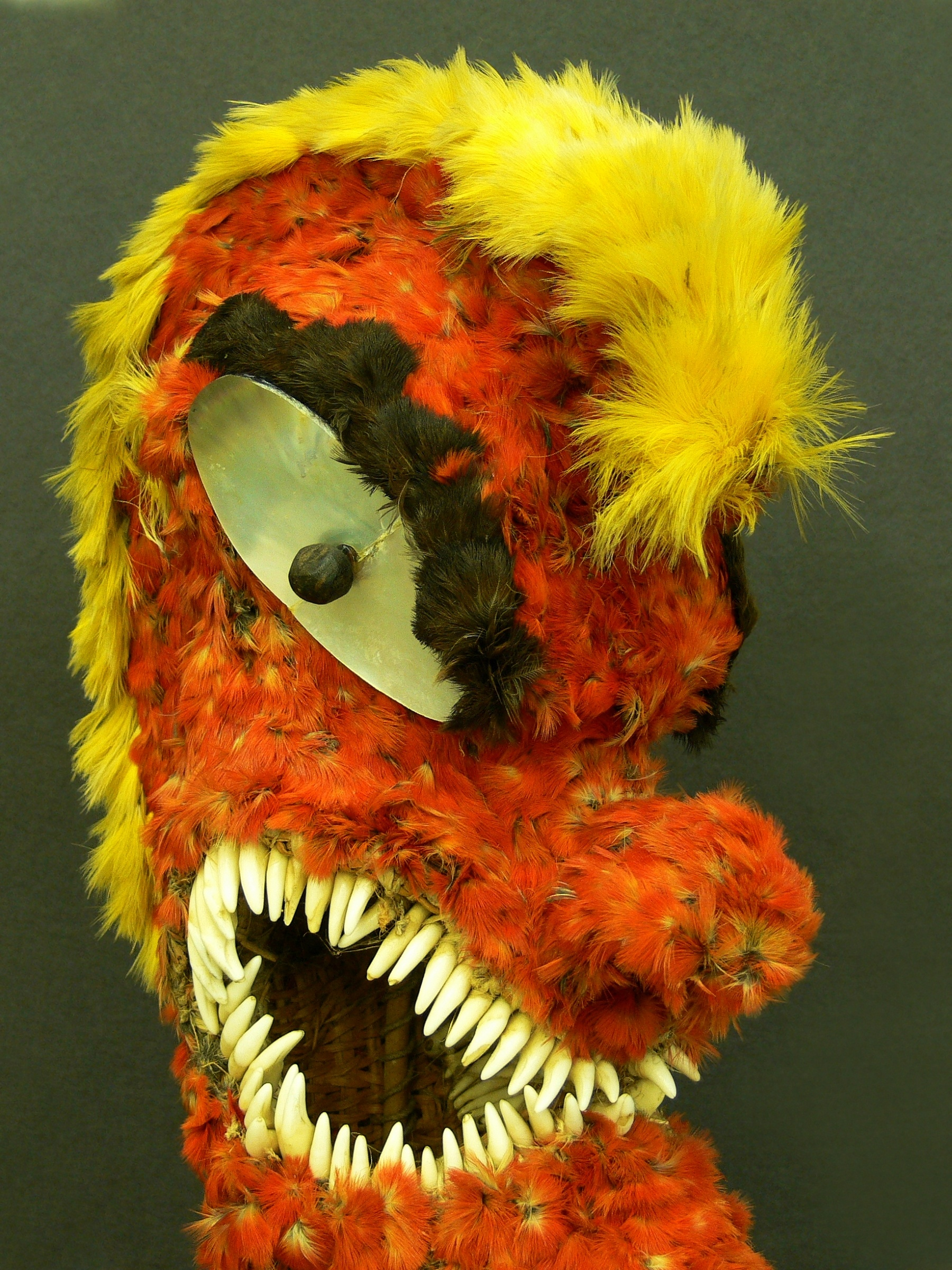
کو یا کوکا

کو یا کوکاایلیمُکو یکی از چهار خدای برتر دین هاوایی‌ها است. سه خدای دیگر عبارتند از: کانه، کانالوآ و لونو. نام کوکاایلیمُکو به معنای غارتگر زمین یا ربایندهٔ زمین است. در پرستش کو باید قربانی انسانی نیز صورت گیرد.

## نام‌ها
کو به عنوان خدای جنگل و باران، خدای ماهیگیری، خدای کِشتکاری، خدای جنگ و خدای جادوگری نیز شناخته می‌شود. کو به عنوان خدای جنگ، شوهر ایزدبانو هینا است.